# 普勒格讷克
普勒格讷克（法語：Pleugueneuc，法語發音：[pløɡnøk]）是法国伊勒-维莱讷省的一个市镇，位于该省西北部，属于圣马洛区。

## 地理
普勒格讷克（48°23'47"N, 1°54'13"W）面积24.52 平方千米，位于法国布列塔尼大區伊勒-维莱讷省，该省份为法国西北部沿海省份，位于布列塔尼半岛东部，北濒大西洋，西接阿摩尔滨海省和莫尔比昂省，南至大西洋卢瓦尔省，西南端接曼恩-卢瓦尔省，东临马耶讷省，东北与芒什省接壤。
与普勒格讷克接壤的市镇（或旧市镇、城区）包括：圣多米纳克、拉沙佩勒奥菲尔特兹梅昂、梅亚克、特雷韦里安、普莱斯代尔、梅尼勒罗克。

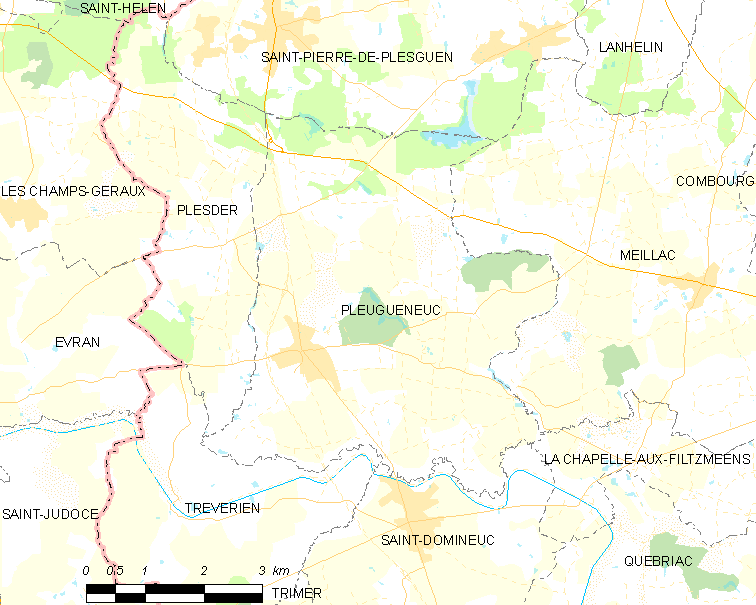
普勒格讷克的OSM定位图

普勒格讷克的时区为UTC+01:00、UTC+02:00（夏令时）。

## 行政
普勒格讷克的邮政编码为35720，INSEE市镇编码为35226。

## 政治
普勒格讷克所属的省级选区为孔堡县。

## 人口

1962-2008年间普勒格讷克人口变化图示

普勒格讷克于2022年1月1日时的人口数量为2063人。